# The Open Championship 1867
The Open Championship 1867 var en golfturnering afholdt af og i Prestwick Golf Club i Ayrshire, Skotland torsdag den 26. september 1867. Turneringen var den ottende udgave af The Open Championship, og den havde deltagelse af ti spillere, otte professionelle og to amatører. Mesterskabet blev afviklet som en slagspilsturnering over tre runder på Prestwick Golf Clubs 12-hullersbane.
Titlen blev vundet af Tom Morris, Sr. fra St Andrews, to slag foran den forsvarende mester, Willie Park, Sr.. Det var fjerde og sidste gang, at Old Tom Morris vandt mesterskabet – de tre første titler blev vundet i 1861, 1862 og 1864. Den kun 16-årige Tom Morris, Jr. ("Young Tom Morris") deltog for tredje gang i mesterskabet, som han senere skulle komme til at vinde fire gange, og sluttede på fjerdepladsen.
For første gang i mesterskabets historie var en amatør i spidsen efter første runde. William Doleman kunne imidlertid ikke følge op på sin flotte første runde score på 55 slag og brugte 66 og 57 slag på de to følgende runder, og han sluttede derfor på sjettepladsen.

## Resultater
| Plac. | Spillere            | Score (slag) | Score (slag) | Score (slag) | Score (slag) |
| Plac. | Spillere            | 1.runde      | 2.runde      | 3.runde      | Total        |
| ----- | ------------------- | ------------ | ------------ | ------------ | ------------ |
| 1.    | Tom Morris, Sr.     | 58           | 54           | 58           | 170          |
| 2.    | Willie Park, Sr.    | 58           | 56           | 58           | 172          |
| 3.    | Andrew Strath       | 61           | 57           | 56           | 174          |
| 4.    | Tom Morris, Jr.     | 58           | 59           | 58           | 175          |
| 5.    | Bob Kirk            | 57           | 60           | 60           | 177          |
| 6.    | William Doleman (a) | 55           | 66           | 57           | 178          |
| 7.    | Robert Andrew       | 56           | 58           | 65           | 179          |
| 8.    | William Dow         | 62           | 57           | 65           | 184          |
| 9.    | T. Hunter (a)       | 62           | 60           | 62           | 184          |
| 10.   | Willie Dunn, Sr.    | 64           | 63           | 62           | 189          |